# Henk Pruiksma
Hendrik Sijmen (Henk) Pruiksma (Makkum, 27 december 1947) is een Nederlands rechter en voormalig politicus. Na het voltooien van de HBS-a in Sneek studeerde hij, na de dienstplicht als reserve-officier bij de Koninklijke Landmacht, fiscaal recht in Groningen (1968 - 1973) en deed hij in 1982 een aanvullend doctoraal examen Nederlands Recht te Leiden.
In 1973 werd Pruiksma inspecteur van 's Rijksbelastingen, tot hij in 1981 gerechtsauditeur werd bij het Gerechtshof Leeuwarden. In 1978 werd Pruiksma lid van de ARP en gemeenteraadslid in Leeuwarden, en in 1980 bij de fusie van ARP, KVP en CHU tot het CDA van die partij.
In 1985 werd hij rechter bij de rechtbank Leeuwarden en in 1988 raadsheer bij het gerechtshof. In 1999 promoveerde hij tot vicepresident en in 2000 werd hij coördinerend vicepresident.
Van 1991 tot en met 2003 was hij lid van de Provinciale Staten van Friesland, en in 2005 volgde hij voor twee jaar Alis Koekkoek op in de Eerste Kamer, die was overleden. Hij hield zich in de Eerste Kamer bezig met justitie, onderwijs en binnenlands bestuur en was voorzitter van de vaste commissie voor Onderwijs.
Hiernaast is hij ook sinds 1998 lid (sinds 2005 plaatsvervangend voorzitter) van het Centraal Tuchtcollege voor de Gezondheidszorg (Medisch tuchtcollege), was hij van 1989 tot 2003 lid van de Rijkscommissie Friese Taal en van 1990 tot 2004 voorzitter van Stichting REPRO.
Pruiksma is lid in de Orde van Oranje-Nassau.
- Parlement.com: vggm1fdz5ysh